# Michel Dugué
Pour les articles homonymes, voir Dugué.
Ne doit pas être confondu avec Michel Duguet.
 (novembre 2018).
Si vous disposez d'ouvrages ou d'articles de référence ou si vous connaissez des sites web de qualité traitant du thème abordé ici, merci de compléter l'article en donnant les références utiles à sa vérifiabilité et en les liant à la section « Notes et références ».
Michel Dugué, né à Vannes (Morbihan) le 14 août 1946 et mort le 14 août 2024 à Plougrescant, (Côtes-d'Armor), est un poète et prosateur français.

## Biographie
Michel Dugué est, à partir de 1968, un des rédacteurs de la revue Encres vives. Il collabore à diverses publications (Europe, Le journal des Poètes, Sud, etc.), écrit des articles de critique notamment sur les écrivains Yves Elléouët, Jean-Marie Le Sidaner, Jean-Pierre Abraham, Jean-Paul Hameury, etc.
Il enseigne les sciences économiques au lycée de Fougères tout en se consacrant à l’écriture, avec notamment Un hiver de Bretagne (1985) — son seul roman —, dans lequel il met en scène l’introspection d’un homme qui sillonne le pays de Trégor. « À travers la prose comme à travers le poème, [il écrit en] poète du paysage, des éléments, de l’immobilité patiente. »
Les éditions Folle Avoine, menées par son ami Yves Prié, publient un bon nombre de ses livres. 
Il est l'un des fondateurs de la Maison de la poésie de Rennes et sera un acteur de la vie poétique dans sa région. Très attaché à la Bretagne, habitant la campagne rennaise, il se défie néanmoins de toute inclination régionaliste.

## Mort
Son corps est découvert par des plaisanciers, le 14 août 2024, au large de la plage de Pors Hir, à Plougrescant, dans le nord des Côtes-d'Armor. Il avait 78 ans,,.

## Commentaire
« Empreint de conviction et de fidélité, [Michel Dugué] était avant tout homme du silence et du retrait. »

## Œuvres
- Terre vigilante, poèmes, Encres vives, 1969
- Métatracas, poèmes, Encres vives, coll. « Manuscrits », 1971
- La Mer, la mort, poèmes, Encres vives, coll. « Manuscrits » 1975
- Une escorte très nue, poèmes, Folle Avoine, 1983
- Nocturnes, in Poésie partagée, poèmes, Folle Avoine, 1984
- Un hiver de Bretagne, roman, éditions Ubacs, 1985 ; rééd. Fenixx, 2016
- Le Salut à l'hôte, poèmes, Folle Avoine, 1989
- Le Paysage, prose, Wigwam éditions, 1993
- Le Jour contemporain, poèmes, Folle Avoine, 1999[3]
- Claude Briand-Picard : fragments, formes et reflets, catalogue de l'exposition présentée par le musée de la Cohue, Vannes, et le musée des Jacobins, Morlaix, textes par C. Briand-Picart, M. Dugué, A. Hindry, et al., Morlaix / Vannes, 1999  (ISBN 2-909299-12-0 et 2-906218-29-4)
- Éléments, formes, nuages, prose, Dana, 2000
- Césure, avec des peintures de Françoise Bailly, photographies de Pierre Gaigneux, galerie Ombre et lumière, 2001
- Le Chemin aveugle, récit, éditions Apogée, 2002
- Vannes pour mémoire, récit, éditions Apogée, 2004
- Les Alentours, poèmes, Folle Avoine, 2005
- Contrée élémentaire, poèmes, La Porte, 2009
- L'Âme du cidre, textes accompagnant les photographies de Pascal Glais, éditions Apogée, 2013
- Tous les fils dénoués suivi de Nocturnes, Folle Avoine, 2014[6]
- Mais il y a la mer, Le Réalgar, 2018[7],[8]
- Veille, Folle Avoine, 2022[9],[10],[5]

### Préfaces
- Yves Elléouët, 1 vol. illustré (96 p.) + 1 DVD vidéo (1 h 21), Saché, TFV, coll. « DVD phares », 2008  (EAN 3700500700000)
- Jacques Josse, Comptoir des ombres, photographies de Michel Thamin, Brest, Les Hauts-fonds, 2017  (ISBN 978-2-919171-17-0)

### Publication en ligne
- Jean-Paul Hameury, étude sur le site Poezibao[11]

## Pour approfondir
(août 2024).

### Radio
- Entretien avec Michel Dugué sur Radio univers.

#### Textes en ligne
- Une anthologie sur le site de Pierre Campion, 13 décembre 2005.
- Page consacrée à Michel Dugué sur le site Lieux-dits.eu.